# Johann Andreas Streicher
Johann Andreas Streicher (Stuttgart, 13 de desembre de 1761 - Viena, 25 de maig de 1833) fou un pianista, compositor i constructor de pianos austríac. Fou el besavi del compositor Theodor Streicher.
Fou company d'estudis de Schiller en la Karlsschule, on els alumnes eren tractats de forma brutal i havien de realitzar molts exercicis militars. el 1793 casà amb Nannette Streicher, filla del fabricant de pianos Johann Andreas Stein, traslladant poc temps després l'establiment a Viena.
Des de llavors s'aplicà exclusivament a aquesta indústria, que perfeccionà inventant un mecanisme pel qual el martell feria la part alta de la corda en els pianos verticals, sent universalment adaptat. Streicher fou un dels millors amics de Beethoven.